# Cleared for Take Off
2003. november 6-án jelent meg a Jefferson Airplane Cleared for Take Off című válogatásalbuma. Az album anyagát 1966-ban és 1967-ben készült koncertfelvételekből és – valószínűleg – kiadatlan próbafelvételekből állították össze. Az albumot a brit Acrobat Records adta ki, így az nem tartozik a hivatalos válogatások közé. A felvételek minősége hasonló a kalózfelvételekhez, gyakoriak a kihagyások, a hangerőváltozások és más zavaró tényezők. Mindezek ellenére a kiadvány hasznos dokumentum az együttes pályájának korai szakaszáról.

## Az album dalai
1. 3/5 of a Mile in 10 Seconds (Marty Balin) – 4:37
2. Don’t Let Me Down (Marty Balin/Ernie K-Doe) – 9:17
3. Don’t Slip Away (Marty Balin/Skip Spence) – 3:29
4. She Has Funny Cars (Marty Balin/Jorma Kaukonen) – 2:06
5. Let’s Get Together (Chester Powers) – 4:22
6. High Flyin’ Bird (Billy Edd Wheeler) – 3:26
7. It’s No Secret (Marty Balin) – 3:58
8. Jorma’s Blues (Jorma Kaukonen) – 2:38
9. Plastic Fantastic Lover (Marty Balin) – 2:22
10. Runnin’ ’Round This World (Marty Balin/Paul Kantner) – 3:11
11. Somebody to Love (Darby Slick/Grace Slick) – 6:00
12. The Other Side of This Life (Fred Neil) – 7:42
13. Thing (Jack Casady/Spencer Dryden/Paul Kantner/Jorma Kaukonen) – 3:08
14. Tobacco Road (John D. Loudermilk) – 3:27
15. Today (Marty Balin/Paul Kantner) – 3:16
16. White Rabbit (Grace Slick) – 2:17
17. Bringing Me Down (Marty Balin/Paul Kantner) – 2:41
18. My Best Friend (Skip Spence) – 3:20

## Közreműködők
- Grace Slick – ének
- Marty Balin – ének
- Paul Kantner – ritmusgitár, ének
- Jorma Kaukonen – szólógitár, ének
- Jack Casady – basszusgitár
- Spencer Dryden – dob, ütőhangszerek